# Kågedalens kyrka
Kågedalens kyrka är församlingskyrka i Kågedalens församling i Västerbotten och den ligger i den mindre tätorten Kusmark. Den tillhör Luleå stift i Svenska kyrkan. Kyrkan uppfördes av tegel enligt Kjell Westins ritningar och invigdes 12 juni 1932 av biskop Olof Bergqvist. Från kyrktornet har man en storslagen utsikt över Kågeälven och Kusmarks by. Längst upp på det 50 meter höga tornet tronar den ståtliga Kyrktuppen. Tuppen är 2,27 m hög, väger 80 kg och är täckt med bladguld. Tuppen är tillverkad av Karl Andreas Lundgren, Skellefteå. Svenska kyrktuppsfrämjandet utsåg 2007 kyrktuppen till "Årets kyrktupp". Intill kyrkan ligger Bönens trädgård, en böne- och meditationsträdgård inspirerad av armbandet Frälsarkransen. 

## Inventarier
- Altartavlan är målad av Holger Hjort.
- Nuvarande orgel tillverkades 1984 av Grönlunds Orgelbyggeri och har 28 stämmor.
- Altarrund och predikstol har tillverkats av bröderna Nordin i Skellefteå.
- Dopfunten tillverkades 1946 i ljus granit av gravvårdsfirman John R Mikaelsson i Kalmar.